# دهستان دره‌رود شمالی
دهستان دره‌رود شمالی، یکی از دهستان‌های بخش دره‌رود شهرستان انگوت در استان اردبیل ایران است. مرکز این دهستان، روستای آقامحمد بیگلو است.

## جمعیت
بر پایه سرشماری عمومی نفوس و مسکن در سال ۱۳۹۵، جمعیت دهستان دره‌رود شمالی برابر با ۲٬۶۹۳ نفر بوده‌است.